# UAZ Hunter

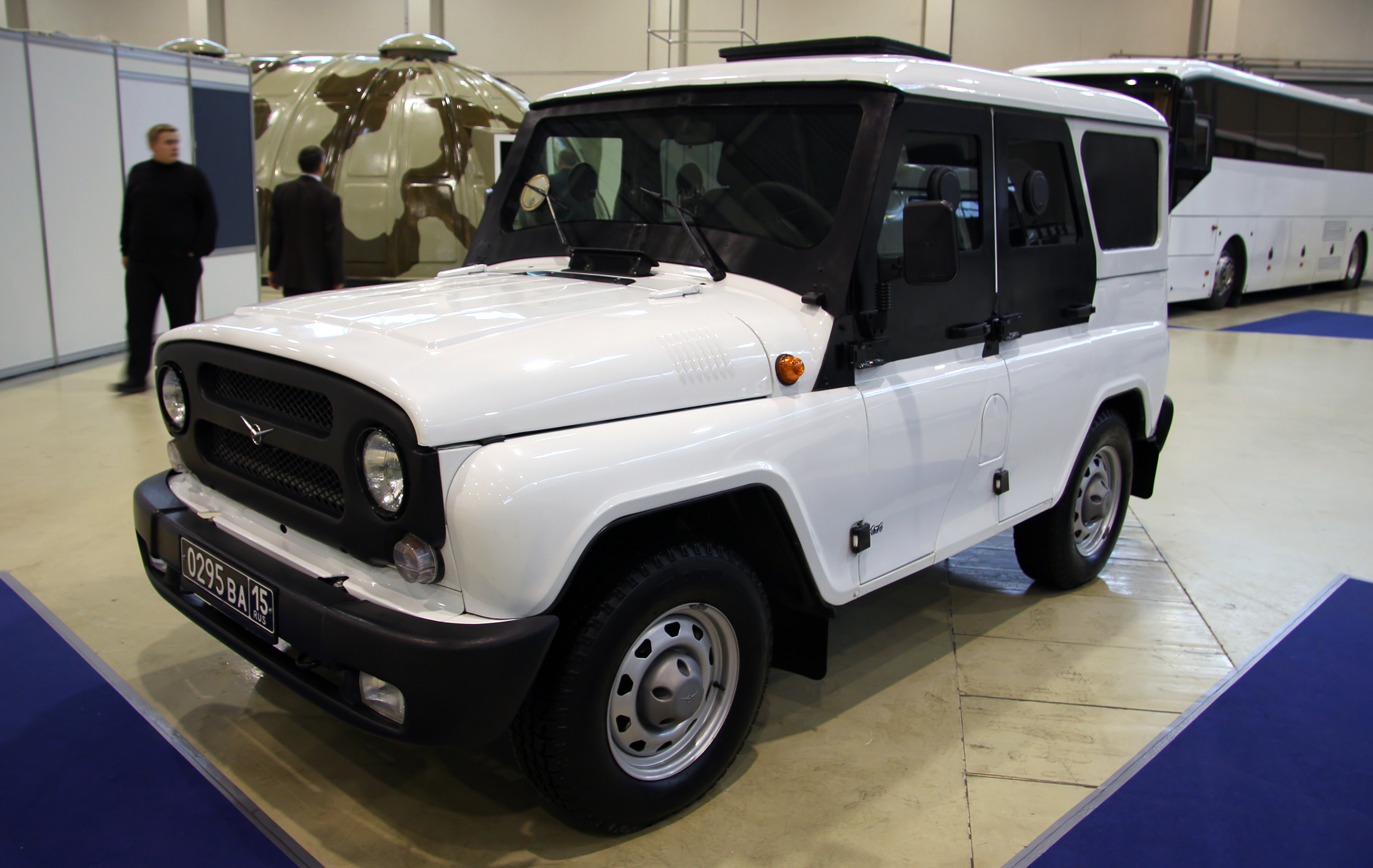
UAZ-315195 Hunter

UAZ Hunter (UAZ-315195/УАЗ Хантер) je terénní automobil vyráběný automobilkou UAZ.
Konstrukčně vůz vychází z klasického UAZ-469 známého například z ČSLA a AČR a modelu UAZ-3151. Výroba UAZu-469 probíhala od roku 1972 přibližně do roku 2007. Limitovaná edice vznikla ještě v roce 2010. Od roku 2003 je však v produkci model Hunter, nejdříve s plastovou černou maskou a plastovými nárazníky. Po roce 2011 již bez plastových doplňků, ale s moderními motory. Vznětové i zážehové čtyřválcové motory o různých objemech jsou vybaveny moderními technologiemi. Vozy pro český trh splňují EURO-5, jsou vybaveny ABS a dalšími doplňky. Vybírat lze z pevné, nebo sundávací plátěné střechy.